# خوسيه بيريز
خوسيه بيريز (بالإسبانية: José Pérez Serer)‏ (4 مايو 1966 إسبانيا - ) هو لاعب كرة قدم إسباني يلعب كمدافع.

## روابط خارجية
- خوسيه بيريز على موقع قاعدة بيانات كرة القدم.إي يو (الإنجليزية)
- خوسيه بيريز على موقع Soccerway.com (الإنجليزية)